# Melanocamenta variolosa
Melanocamenta variolosa är en skalbaggsart som beskrevs av Hermann Julius Kolbe 1913. Melanocamenta variolosa ingår i släktet Melanocamenta och familjen Melolonthidae. Inga underarter finns listade i Catalogue of Life.